# Grand motet
Le grand motet est une forme de motet pratiquée à l'époque baroque, principalement en France.
Henry Du Mont est le créateur de la forme grand motet qui, avec seulement d'infimes modifications, allait demeurer en place jusqu'à la Révolution française.

## Histoire

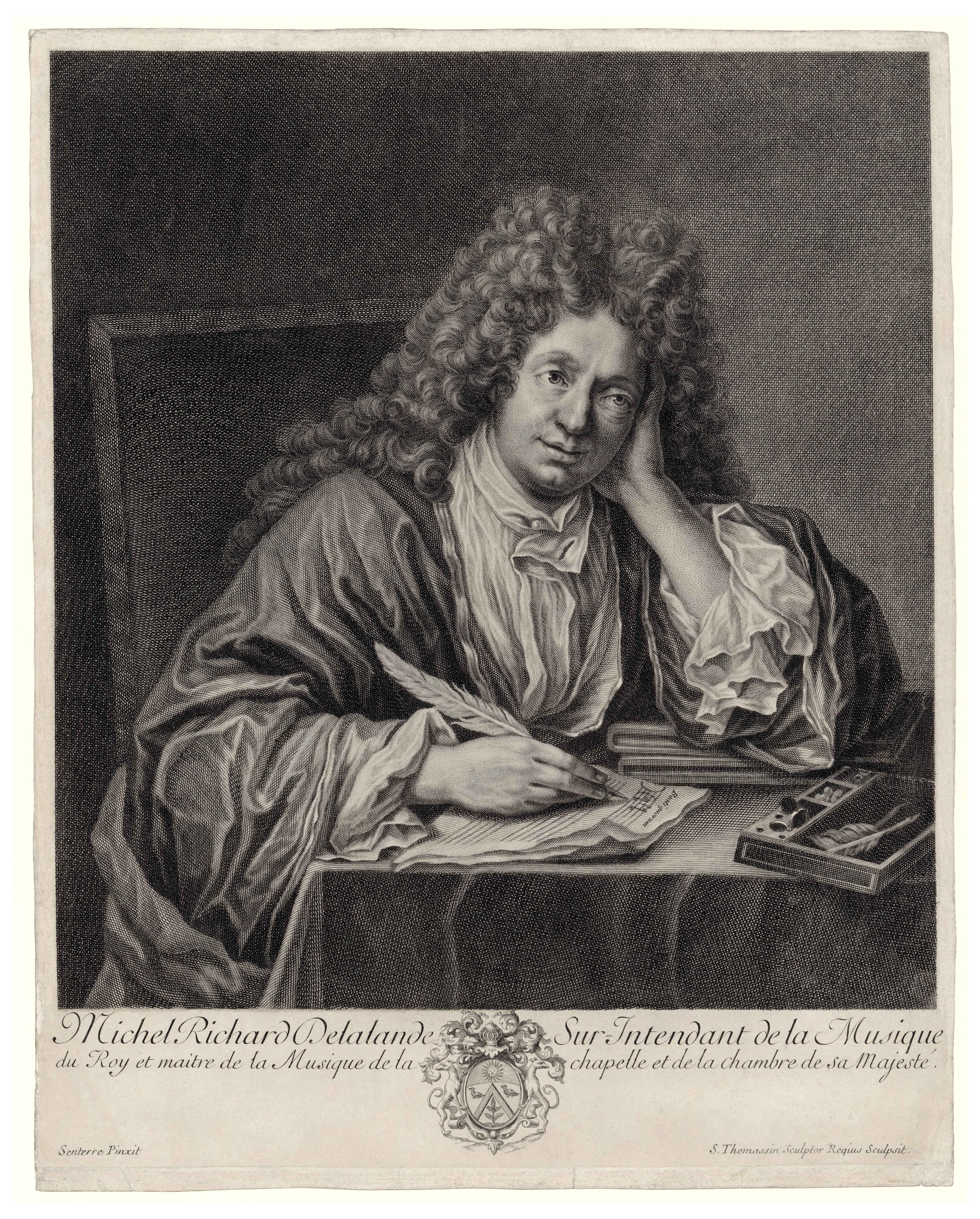
Michel-Richard Delalande, un des inaugurateurs du « grand motet ».

Sous l’égide de Louis XIV, Henry Dumont, Pierre Robert, Jean-Baptiste Lully, Marc-Antoine Charpentier (206 motets), Henry Desmarest, puis Michel-Richard Delalande, inaugurent le « grand motet » ou « motet à grand chœur », équivalent de l’anthem des Anglais et de la cantate des Allemands. Le grand motet regroupe des morceaux variés sur un texte liturgique latin, pouvant être conçus pour un chœur à huit voix réelles, instruments concertants, orchestre et basse continue. Exécuté chaque jour dans la Chapelle royale, le grand motet devient la pierre angulaire du répertoire du Concert Spirituel (1725), notamment avec les dix-sept grands motets de Mondonville.
Marc-Antoine Charpentier compose en 1683 un grand motet, In obitum augustissimæ piisimæ Gallorum reginæ lamentum, H.409  pour les funérailles de Marie Thérèse, l'épouse de Louis XIV. Lully compose le motet Plaude lætare Gallia pour le baptême du Dauphin en 1668.

## Compositeurs français de grands motets
- Henry Du Mont - le compositeur qui a établi les conventions du genre à la Chapelle royale avec 69 grands motets dont 26 nous sont parvenus.
- Pierre Robert - pas aussi prolifique que Du Mont ou plus tard Delalande, mais 24 grands motets de Robert ont été publiés sur l'ordre du roi, in folio, avec ceux de Du Mont et avec certains de Lully, en 1684, l'année de la retraite de Robert et de Du Mont.
- Jean-Baptiste Lully - a produit 20 grands motets grandioses dans un style lyrique.
- Marc-Antoine Charpentier - 207 grands et petits motets
- Michel-Richard Delalande - pas moins de 70 grands motets.
- Pascal Collasse - plusieurs grands motets dont 3 nous sont parvenus.
- Henry Desmarest - 20 grands motets qui ont survécu sous son propre nom, et aussi quelques-uns, plus scandaleusement, sous le nom de Nicolas Goupillet, qui sont perdus.
- Charles-Hubert Gervais - 42 grands motets, dont plusieurs produits au Concert spirituel
- François Couperin - maître du genre du petit motet, Couperin a aussi composé pas moins de 12 grands motets, tous perdus.
- Esprit Antoine Blanchard - 46 grands motets.
- Sébastien de Brossard - a composé 21 grands motets, mais en tant qu'important théoricien de la musique baroque française, il ignorait toute distinction entre grands et petits motets dans ses compositions.
- Jean Gilles - 11 grands motets ont survécu.
- André Campra - cinq grands motets publiés, dont un avec une influence italienne marquée
- Nicolas Bernier - 36 motets « pour l'usage de la Chapelle du Roy » sont publiés selon sa volonté, mais seulement 11 grands motets ont survécu. Ses grands motets et son Te Deum étaient encore au répertoire du Concert spirituel jusqu'au dernier concert en mai 1790, sous la Révolution française. Ses motets comportent un chœur à cinq parties vocales doublées par l'orchestre, et sont harmoniquement plus classiques que ceux de Charpentier et Delalande.
- Jean-Joseph de Mondonville - 17 grands motets dont 9 nous sont parvenus. Il était le compositeur favori du Concert spirituel dans les années qui ont suivi Delalande, mais après les années 1740 l'intérêt du Concert spirituel commença à se tourner vers les œuvres de Haydn[3]
- Jean-Philippe Rameau - seulement quatre grands motets ont survécu.
- François Giroust - 70 grands motets
- Jean-Baptiste Drouart de Bousset

## En Allemagne
En Allemagne, Johann Sebastian Bach compose six motets vers 1730, mais qui ne correspondent pas aux normes françaises du grand motet : Singet dem Herrn ein neues Lied, Der Geist hilft unser Schwachheit auf, Jesu, meine Freude, Fürchte dich nicht, Komm, Jesu, komm, Lobet den Herrn alle Heiden — BWV 225-230.

## Discographie sélective
Par ordre alphabétique de nom de compositeur :
- André Campra, Grands motets, Les Arts florissants, William Christie
- Marc-Antoine Charpentier, Grands motets à double chœur, Les pages et les chantres du Centre de musique baroque de Versailles, Olivier Schneebeli (CD)
- Henry Desmarest, Grands motets Lorrains, Les Arts florissants, William Christie (CD)
- Henry Desmarest, Dominus Regnavit, Te Deum de Paris, Le Concert Spirituel, Hervé Niquet (CD)
- Henry Desmarest, Grands Motets, vol. 2, Le Concert Spirituel, Hervé Niquet, 2005, chez Glossa.
- Henry Du Mont, Grands motets pour la Chapelle de Louis XIV au Louvre, Ensemble Pierre Robert, Frédéric Desenclos, 2005 (CD)
- Henry Du Mont, Grands Motets, Magnificat, Ricercar Consort, Chœur de chambre de Namur, Philippe Pierlot, Ricercar, 2002
- Jean Gilles, Grands motets : Laudate nomen domini - Paratum cor meum - Lætatus sum - Velum templi scissum es, Les Festes d'Orphée, Guy Laurent
- Michel Richard de Lalande, Grands motets, Les pages et les chantres du Centre de musique baroque de Versailles, Collegium Marianum, Olivier Schneebeli, Glossa, 2017
- Jean-Baptiste Lully, Les Grands motets, Le Concert Spirituel, Hervé Niquet (3 volumes), 2011
- Jean-Baptiste Lully, Grands Motets, La Chapelle royale, Philippe Herreweghe,  1985
- Jean-Joseph Cassanéa de Mondonville, Grands motets, Les Arts florissants, William Christie, Erato, 1996 (1 CD)
- Jean-Philippe Rameau, Les Grands Motets, Les Arts florissants, William Christie (CD)
- Jean-Philippe Rameau, Les Grands Motets, Solistes, chœurs et orchestre de la Chapelle Royale, Philippe Herreweghe (CD)
- Pierre Robert, Grands motets : De profundis, Quare fremuerunt gentes, Te decet hymnus, Nisi Dominus, Musica Florea, Olivier Schneebeli 2009 K617